# دانيال بيكر
دانيال بيكر (بالإنجليزية: Daniel Bekker) (9 فبراير 1932 – 22 أكتوبر 2009) هو ملاكم جنوب أفريقي راحل، مثّل بلاده في الألعاب الأولمبية الصيفية في دورتي 1956 و1960.

## روابط خارجية
دانيال بيكر على موقع بوكس ريك (الإنجليزية) (registration required)
- دانيال بيكر على موقع أوليمبيديا (الإنجليزية)